# دوين واشنطن
دوين واشنطن (بالإنجليزية: Duane Washington)‏ مواليد 31 أغسطس 1964 في إشفيغه، هسن، ألمانيا الغربية، هو لاعب كرة سلة أمريكي سابق. بدأ مسيرته الاحترافية في سنة 1987. تم اختياره من قبل فريق واشنطن ويزاردز خلال الدرافت. يبلغ طوله 6 قدم 4 بوصة (1.9 م). اعتزل اللعب في 2000. لعب مع بروكلين نتس ولوس أنجلوس كليبرز.

## روابط خارجية
- دوين واشنطن على موقع إن بي أي (الإنجليزية)
- دوين واشنطن على موقع سبورتس رفرنس (الإنجليزية)
- دوين واشنطن على موقع الدوري الإسباني لكرة السلة (الإسبانية)
- دوين واشنطن على موقع كرة السلة الأوروبية.كوم (الإنجليزية)
- دوين واشنطن على موقع كلية كرة السلة في سبورتس رفرنس.كوم (الإنجليزية)
- دوين واشنطن على موقع ريلجم (الإنجليزية)
- دوين واشنطن على موقع سبورتس رفرنس (الإنجليزية)